# Hockey under sommer-OL 2016
Hockey under sommer-OL 2016 i Rio de Janeiro fandt sted i perioden 6. august til 19. august 2016 på Olympic Hockey Centre i Deodoro. Der deltog 24 hold (12 for herrer og 12 for damer) i konkurrencerne.

## Tidsplan
| G | Group kampe | ¼ | kvartfinaler | ½ | Semifinaler | B | kampen om Bronze | F | Finale |

| Konkurrence/Dato    | Lør 6 | Søn 7 | Man 8 | Tir 9 | Ons 10 | Tor 11 | Fre 12 | Lør 13 | Søn 14 | Man 15 | Tir 16 | Ons 17 | Tor 18 | Tor 18 | Fre 19 | Fre 19 |
| ------------------- | ----- | ----- | ----- | ----- | ------ | ------ | ------ | ------ | ------ | ------ | ------ | ------ | ------ | ------ | ------ | ------ |
| Herrernes turnering | G     | G     | G     | G     | G      | G      | G      |        | ¼      |        | ½      |        | B      | F      |        |        |
| Damernes turnering  | G     | G     | G     |       | G      | G      | G      | G      |        | ¼      |        | ½      |        |        | B      | F      |

## Format ændringer
I modsætning til tidligere var der ved dette OL indført at kampene skulle spilles som 4x15 minutters perioder med 2 minutters pause mellem hver periode og 15 minutters pause ved halvleg.

## Medaljefordeling
| Medaljetagere | Medaljetagere  | Medaljetagere | Medaljetagere |
| ------------- | -------------- | ------------- | ------------- |
| Disciplin     | Guld           | Sølv          | Bronze        |
| Damer         | Storbritannien | Holland       | Tyskland      |
| Herrer        | Argentina      | Belgien       | Tyskland      |

| Placering | Land           | Guld | Sølv | Bronze | Total |
| --------- | -------------- | ---- | ---- | ------ | ----- |
| 1         | Argentina      | 1    | -    | -      | 1     |
| 1         | Storbritannien | 1    | -    | -      | 1     |
| 3         | Belgien        | -    | 1    | -      | 1     |
| 3         | Holland        | -    | 1    | -      | 1     |
| 5         | Tyskland       | -    | -    | 2      | 2     |
| Total     | Total          | 2    | 2    | 2      | 6     |